# Јов Борецки
Јов Борецки (рус. Иов Борецкий) (1560, Бирча, Војводство поткарпатско − 12. октобар 1631, Кијев, Државна заједница Пољске и Литваније) је био кијевски митрополит и егзарх Цариградске патријаршије.

## Биографија
Родио се у поридици шљахте у селу Бирча код Пшемисла. Познат је био као изванредан учитељ и познавалац старих језика, био је ректор и учитељ латинскога језика у православном Лавовском успењском братству. Касније је постао свештеник у Кијеву и учитељ у приватној парохијској школи (1604-1605). 1615. постане први ректор кијевске-братске школе (касније то постане Кијевска академија). 1619. са женом Ниђифором Федоровном Чехович пређу у монашки ред, тада постане игуман манастира Светог Михаила у Кијеву.
Дана 9. октобра 1620. патријарх јерусалимски Теофан III Јерусалимски благословио га је као првог патријарха цариградског и постављен је у митрополију Кијевску.
Јов Борецки се борио за права Православне раје, која је тада била под окупацијом католичких Пољака, заједно са православним козацима и хетманом Петром Конашевичем-Сагајдачним. Хетман је по Хотински битки, новембра 1621, рањен дошао до Јова Борецког, и целу војску Запорошке Сече записао у православно кијевско Богојављењско братство. Јов се заједно са Козацима борио против унијачења православаца у гркокатоличку цркву.
Егзарх Цариградске патријаршије остао је до пре своје смрти, 2. марта 1631. Сахрањен је у Манастиру Светог Михаила у Кијеву.

#### Канонизација
Украјинска православна црква га је канонизовала на сабору 2008. године.